# Кабесуду
Кабесуду (порт. Cabeçudo)  —  район (фрегезия) в Португалии,  входит в округ Каштелу-Бранку. Является составной частью муниципалитета  Сертан. По старому административному делению входил в провинцию Бейра-Байша. Входит в экономико-статистический  субрегион Пиньял-Интериор-Сул, который входит в Центральный регион. Население составляет 1037 человек на 2006 год. Занимает площадь 9,95 км².